# معسكرات الاعتقال الإيطالية في ليبيا

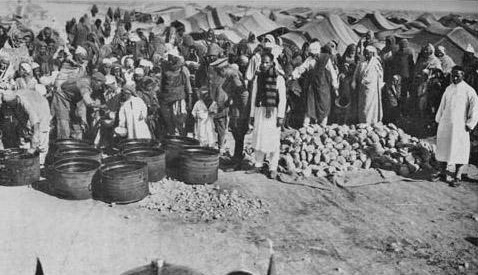
عشرات الآلاف من المعتقلين في المعسكرات الايطالية

## طلب دمج الصفحتين عن "مسكرات الاعتقال الإيتالية"
مرحبًا،
وجدت أن هناك صفحتين تتناولان نفس الموضوع:
- معسكرات الاعتقال الإيطالية
- معسكرات الاعتقال الإيطالية في ليبيا

المحتوى متكرر بشكل كبير بين الصفحتين، ولا يضيف كل منهما معلومات تختلف أو تستحق التفريق. أقترح دمج المحتوى في صفحة واحدة مع التناسب الصحيح للعناوين وتحويل المسار المناسب.

واقترح التسيمة الجديدة: المعتقلات الإيطالية في ليبيا
شكرًا للجميع على جهودكم.
معسكرات الاعتقال الإيطالية في ليبيا هي معسكرات اعتقال أقيمت في مدينة برقة بلبيا، بواسطة الحكومة الفاشية في إيطاليا أثناء الاحتلال الإيطالي لليبيا.
بعد بداية الاحتلال الإيطالي عام 1911، لم يكن للإيطاليين سيطرة فعالة علي الأراضي الليبية، وكمحاولة لتحقيق السيطرة الفعالة في وجه المسلحين العرب الرافضين للاحتلال، ولا سيما الجماعة التي قادها عمر المختار، فإن القوات المسلحة الإيطالية تحت قيادة بييترو بادوليو ورودولفو غراتسياني سعت لحملات تهدئة تحولت لاحقا إلي أعمال وحشية وقمع دموي.
بنت الحكومة الإيطالية بعد ذلك سلك الحدود الليبي، والذي امتد من البحر المتوسط وحتي واحة جغبوب لقطع خطوط الإمداد عن المقاومة، وبعد ذلك بوقت قصير بدأت إدارة الاحتلال الترحيل الجماعي لشعب الجبل الأخضر، وذلك لحرمان المقاومة من دعم السكان المحليين، حيث هجرت الحكومة أكثر من 10,000 شخص وانتهي بهم الأمر في معسكرات الاعتقال الإيطالية في سلوق والمقرون والأبيار والعقيلة حيث مات هناك عدد كبير منهم في ظروف بائسة.
وبوجه عام، فإنه تم بناء خمس معسكرات اعتقال رئيسية إلى جانب عشر معسكرات اعتقال صغيرة أخرى، واقترح بادوليو تحويل المخيمات إلى مستوطنات دائمة، ولكن هذا لم يحدث نتيجة الظروف المعيشية والاقتصادية المزرية في المخيمات.

## تقدير عدد الموتى في معسكرات الاعتقال
تختلف تقديرات عدد الأشخاص الذين لقوا حتفهم في هذه المعسكرات، وتشير التقديرات إلى أن عدد الليبيين الذين لقوا حتفهم - سواء خلال القتال أو أساسا خلال الجوع والمرض - هو 80,000 ليبي كحد أدنى، وقد تصل النسبة إلى ثلث سكان مدينة برقة.
في كتابه «برقة اليوم»، صرح الدكتور توديسكي (Todesky)، الذي كان في عام 1931 مدير الخدمات الصحية في الجيش الإيطالي، بأنه «من مايو 1930 إلى سبتمبر 1930 أجبر أكثر من 80,000 ليبي على ترك أراضيهم والعيش في معسكرات الاعتقال، حيث كان الجنود يجبرون 300 ليبي في المرة، ويراقبوهم للتأكد من ذهابهم مباشرة إلى معسكرات الاعتقال.»، وقال«بحلول نهاية عام 1930 اضطر الليبيين الذين يعيشون في الخيام إلي الذهاب إلي المعسكرات. 55٪ من الليبيين ماتوا في هذه المعسكرات.».

## حلف التعاون 2008
في 30 أغسطس 2008، وقع القذافي ورئيس الوزراء الإيطالي سيلفيو برلسكوني معاهدة التعاون التأريخية في بنغازي، وطبقا لشروطها فإن إيطاليا سوف تدفع 5 مليارات دولار لليبيا كتعويض لها عن الاحتلال العسكري الإيطالي، وفي المقابل فإن ليبيا ستتخذ تدابير لمكافحة الهجرة غير الشرعية القادمة من شواطئها وتعمل أيضا على زيادة الاستثمارات في الشركات الايطالية.
تم التصديق على المعاهدة من قبل إيطاليا في 6 فبراير 2009، ومن قبل ليبيا يوم 2 مارس، خلال زيارة لطرابلس من قبل برلسكوني.